# NZ Skeptics
NZ Skeptics est une association de Nouvelle-Zélande, constituée en 1986 dans le but de promouvoir la pensée critique. Les Sceptiques de la Nouvelle-Zélande s'intéressent principalement aux capacités psychiques, à la médecine alternative, au créationnisme et à d'autres revendications pseudoscientifiques. Lors de sa fondation en 1986, il était connu sous le nom de Comité néo-zélandais pour l'investigation scientifique des plaintes du paranormal (NZCSICOP). En 2007, le nom a été officiellement changé pour NZ Skeptics Incorporated. 

## L'histoire
Les NZ Skeptics ont été co-fondés (en tant que Comité néo-zélandais pour l'investigation scientifique des réclamations du paranormal) par David Marks, Denis Dutton, Bernard Howard, Gordon Hewitt, Jim Woolnough, Ray Carr et Kerry Chamberlain en 1986. D'autres organisations similaires existent aux États-Unis (Comité d'enquête sur les sceptiques), en Australie (sceptiques australiens) et en Inde (Indian CSICOP). Denis Dutton en a été le premier président. En 2007, le comité a décidé de changer officiellement le nom en NZ Skeptics Incorporated (NZSI).   
En 2015, NZSI a adopté un nouveau logo incorporant un kiwi, un koru et un point d'interrogation et a publié un nouveau site Web et une nouvelle revue. 
En 1989, après sa première conférence, NZSI comptait 80 membres. En 1999, il comptait plus de 500 membres. Certains sceptiques célèbres tels que James Randi, Richard Dawkins, Susan Blackmore, Ian Plimer et John Maddox avaient rendu visite à l'association à cette époque.

## Activités

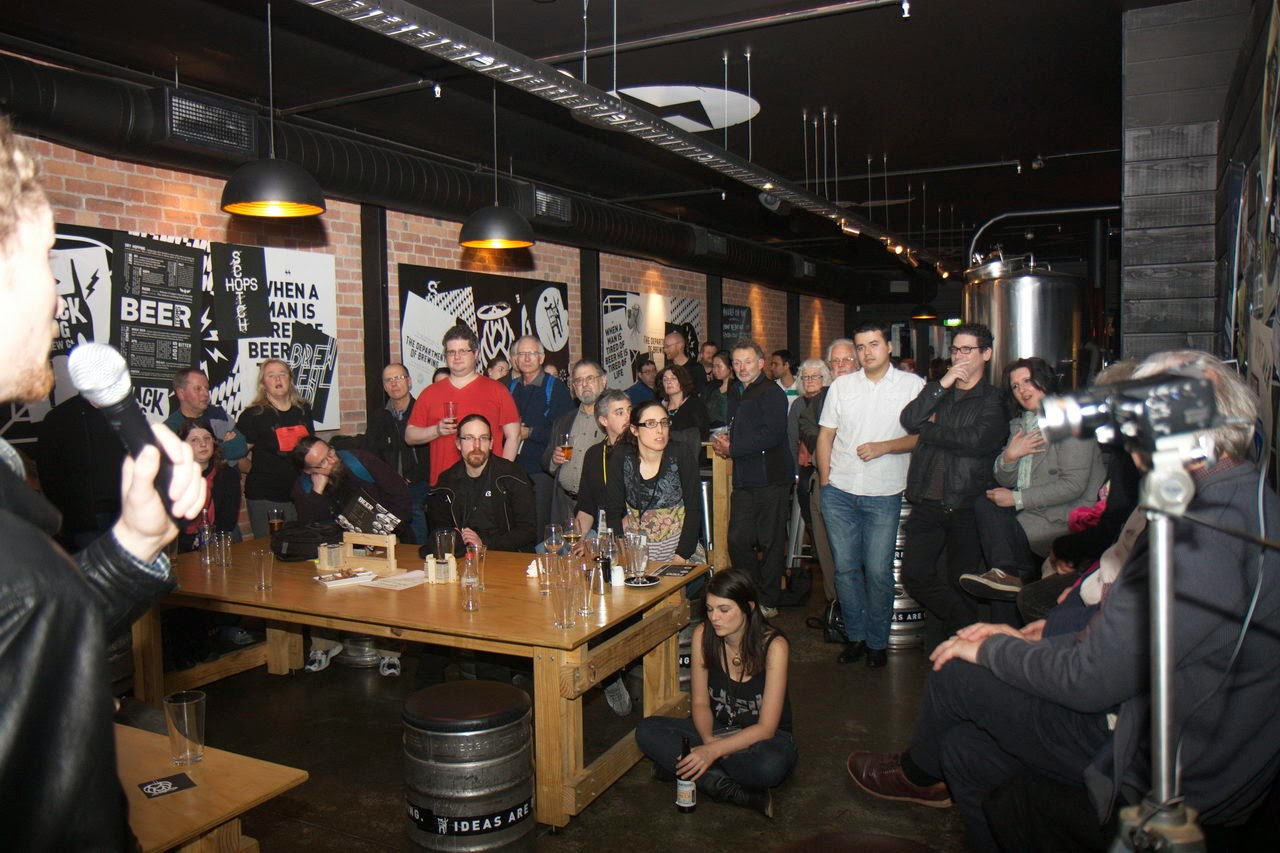
SkeptiCamp Wellington - 2013

Le 30 janvier 2010, des membres à Christchurch ont participé à une manifestation contre la vente de remèdes homéopathiques en pharmacie. Une manifestation similaire était co-rganisée le même jour par la campagne 10h23 au Royaume-Uni,.

## La radiesthésie
Les sceptiques de la Nouvelle-Zélande se sont fait entendre dans la lutte contre l'utilisation par le gouvernement de la radiesthésie en Nouvelle-Zélande. Le conseil du district de Carterton a recours à la radiesthésie pour trouver des tuyaux et des câbles souterrains, bien qu'il s'agisse d'une pseudoscience. Le conseil municipal de Wellington a engagé le groupe Downer et l'a autorisé à recourir à la radiesthésie pour trouver des canalisations d'eau enterrées au début de l'année 2019. Le conseil municipal et un représentant du groupe Downer ont tous deux déclaré qu'ils étaient satisfaits de leur travail malgré les plaintes des sceptiques de la Nouvelle-Zélande.

## Conférences et récompenses
Chaque année, lors de la conférence, les sceptiques de la Nouvelle-Zélande invitent un large éventail d'intervenants locaux et internationaux. Un certain nombre de récompenses sont décernées lors du dîner de la conférence annuelle notamment le "Bravo Award" pour "la pensée critique dans la sphère publique", le "Bent Spoon Award" pour "le reportage le plus crédule ou le plus naïf du monde" dans le domaine paranormal ou pseudo-scientifique, et le" Prix du sceptique de l’année "(créé en 2014). Le nom "Bent Spoon" fait référence au pouvoir psychique revendiqué par Uri Geller.

## Voir également
- Homéopathie en Nouvelle-Zélande